# Luca Colnaghi
Luca Colnaghi (14 januari 1999, Lecco) is een Italiaans wielrenner die vanaf augustus 2021 voor het in 2025 geheten VF Group-Bardiani CSF-Faizanè uitkomt.

## Overwinningen
2017
Trofeo Buffoni
2020
2e en 3e rit Ronde van Italië voor beloften
Puntenklassement Ronde van Italië voor beloften
2025
Giro della Città Metropolitana di Reggio Calabria

## Resultaten in voornaamste wedstrijden
|      | \| Jaar \| Gent-Wevelgem \| Strade Bianche \| \| ---- \| ------------- \| -------------- \| \| 2022 \| opgave \| \| \| 2023 \| \| 109e \| |                |
| Jaar | Gent-Wevelgem | Strade Bianche |
| 2022 | opgave |                |
| 2023 | | 109e           |

## Ploegen
- 2018 –  Sangemini Trevigiani Mg.k Vis
- 2019 –  Team Colpack
- 2020 –  Zalf Euromobil Désirée Fior
- 2021 –  Bardiani-CSF-Faizanè (vanaf 1-8)
- 2022 –  Bardiani-CSF-Faizanè
- 2023 –  Green Project-Bardiani-CSF-Faizanè
- 2024 –  VF Group-Bardiani CSF-Faizanè
- 2025 –  VF Group-Bardiani CSF-Faizanè

Battaglin · Bonillo · Cañaveral · Colnaghi · Covili · El Gouzi · Fiorelli · Gabburo · Marcellusi · Martinelli · Mazzucco · Modolo · Mulubrhan (vanaf 21/4) · Nieri · Pellizzari · Pinarello · Rastelli · Santaromita · Tarozzi · Tolio · Tonelli · Trainini (tot 5/4) · Visconti (tot9/3) · Zana · Zanoncello · Zoccarato · Magli (stagiair)
Bonillo · Colnaghi · Conforti · Covili · El Gouzi · Fiorelli · Gabburo · Lucca · Magli · Marcellusi · Martinelli ·  Mulubrhan · Nieri · Paletti · Pellizzari · Petrucci (tot 9/2) · Pinarello · Rastelli · Santaromita · Scalco · Scott (tot 20/7) · Tarozzi · Tolio · Tonelli · Zanoncello · Zoccarato · Cadena (stagiair) · Cavallo (stagiair) · Rojas (stagiair)
Biagini · Colnaghi · Conforti · Covili · Fiorelli · Gabburo · Lucca · Magli · Marcellusi · Martinelli · Paletti · Pellizzari · Pinarello · Pinazzi · Pozzovivo (vanaf 25/2) · Rojas · Scalco · Tarozzi · Tolio · Tonelli · Turconi · Zanoncello · Zoccarato